# Stratégikon de Kékauménos
Le Strategikon de Kékauménos (grec : Κεκαυμένου de Στρατηγικὸν, latin : Cecaumeni Strategicon) est un manuel byzantin datant de la fin du XIe siècle offrant des conseils sur la guerre et la gestion des affaires publiques et domestiques.
Le livre a été composé entre 1075 et 1078 par un général byzantin d'origine en partie arménienne. Dans ce document, il offre des conseils, sur la base de sa propre expérience personnelle et faisant appel à de nombreux exemples historiques des événements du XIe siècle.

## Parties
Il est divisé en six parties :
1. (chapitres 1-8) qui est incomplète, comme son début a été perdu. Elle concerne les fonctions et services dus à un seigneur supérieur.
2. (chapitres 9-34) est le Strategikon en lui-même, et contient des conseils pour un général.
3. (chapitres 35-71) contient des conseils sur les questions domestiques, l'éducation des enfants, la gestion de la maison et de la famille et des relations sociales.
4. (chapitres 72-76) contient des conseils sur le bon déroulement des opérations militaires en cas d'une révolte contre l'empereur.
5. (chapitres 77-88) contient les admonestations à l'Empereur sur la gouvernance et la défense de l’État.
6. (chapitres 89-91) contient des conseils à la règle locale autonome (de toparchēs) sur ses relations avec l'Empereur.

Le livre est précieux pour les historiens pour sa représentation de l'état d'esprit de l'aristocratie provinciale byzantine dans les dernières décennies du XIe siècle, et en particulier les relations sociales, comme indiqué dans la troisième partie. Il contient également beaucoup d'informations autrement inconnues sur les événements historiques, et c'est le premier livre qui indique la présence de Valaques en Thessalie.

### Éditions, traductions et commentaires
- Maria Dora Spadaro, éd. et trad., Kekaumenos. Raccomandazioni e consigli di un galantuomo: Stratēgikon, Alessandria, 1998 (texte grec avec traduction italienne en face).
- Dimitris Tsougarakis, éd., Comm., et trad., Κεκαυμένου Στρατηγικόν, Athènes 1993 (3e éd., 1996) (texte grec avec traduction en grec moderne).
- Paolo Odorico, Kekaumenos. Conseils et récits d'un gentilhomme byzantin, Toulouse, Anacharsis, 2015.  (ISBN 9791092011173)